# كيث موراي (مغني)
كيث موراي (بالإنجليزية: Keith Murray)‏ هو عازف قيثارة ومغني أمريكي، ولد في 1978 في نيويورك في الولايات المتحدة.

## وصلات خارجية
- كيث موراي على موقع ميوزك برينز (الإنجليزية)
- كيث موراي على موقع ديسكوغز (الإنجليزية)